# A New Life
| Recensione              | Giudizio    |
| ----------------------- | ----------- |
| AllMusic                | [ 1 ]       |
| Robert Christgau        | B           |
| Sputnikmusic            | 3.4 (Great) |
| Dizionario del Pop-Rock | [ 4 ]       |
| 24.000 dischi           | [ 5 ]       |

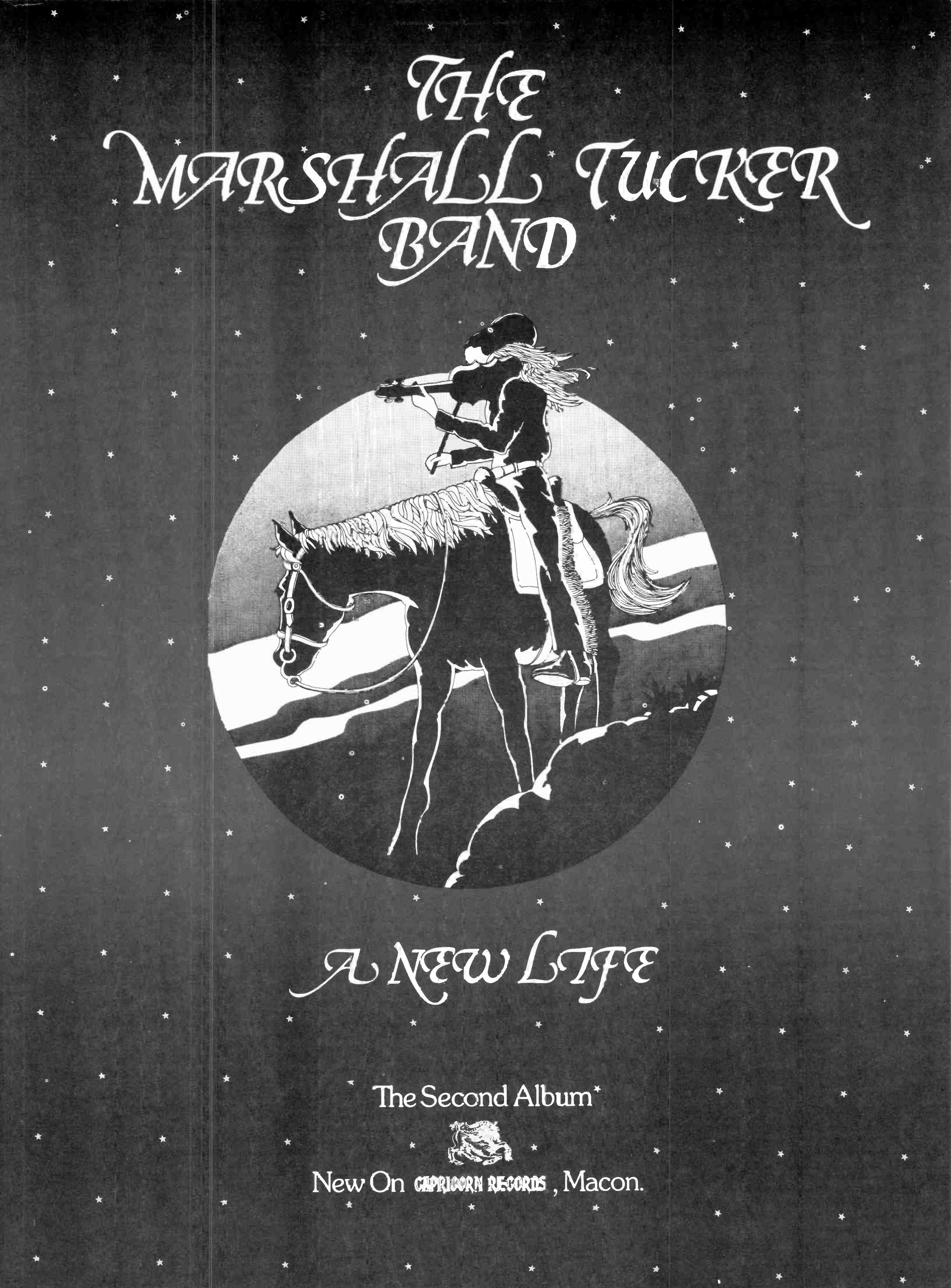
Copertina dell'album

A New Life è il secondo album della The Marshall Tucker Band, pubblicato dalla Capricorn Records nel marzo del 1974.

## Tracce
Brani composti da Toy Caldwell.
Lato A
1. A New Life – 6:36
2. Southern Woman – 7:43
3. Blue Ridge Mountain Sky – 3:30
4. Too Stubborn – 3:47

Durata totale: 21:36
Lato B
1. Another Cruel Love – 3:55
2. You Ain't Foolin' Me – 7:00
3. 24 Hours at a Time – 5:00
4. Fly Eagle Fly – 4:15

Durata totale: 20:10
Edizione CD del 2003, pubblicato dalla Shout! Factory Records (DK 31519)
Brani composti da Toy Caldwell
1. A New Life – 6:44
2. Southern Woman – 7:54
3. Blue Ridge Mountain Sky – 3:37
4. Too Stubborn – 3:55
5. Another Cruel Love – 3:58
6. You Ain't Foolin' Me – 7:03
7. 24 Hours at a Time – 5:03
8. Fly Eagle Fly – 4:25
9. Another Cruel Love – 4:23 – Bonus Track - Live

Durata totale: 47:02
- Il brano bonus Another Cruel Love fu registrato dal vivo l'11 luglio 1974 al Uhlein Hall di Milwaukee, Wisconsin (Stati Uniti)

## Musicisti
- Toy Caldwell - chitarra steel, chitarra slide, chitarra acustica, chitarra elettrica
- Toy Caldwell - voce solista (brani: Blue Ridge Mountain Sky e Fly Eagle Fly)
- George McCorkle - banjo, chitarra acustica, chitarra elettrica
- Doug Gray - voce, percussioni
- Jerry Eubanks - flauto, sassofono, accompagnamento vocale
- Tommy Caldwell - basso, accompagnamento vocale
- Paul Riddle - batteria

Musicisti aggiunti
- Paul Hornsby - tastiere
- Charlie Daniels - fiddle
- Jaimoe - congas
- Oscar Jackson - strumenti a fiato
- Earl Ford - strumenti a fiato
- Harold Williams - strumenti a fiato
- Todd Logan - strumenti a fiato